# Reinhold Huckriede
Reinhold Huckriede (né le 21 septembre 1926 à Hanovre, décédé le 30 octobre 2014) est un paléontologue allemand.
En 1958, il décrit le genre de conodontes †Neospathodus.

## Publications
- (de) Huckriede R., 1958. Die Conodonten der mediterranen Trias und ihr stratigraphischer Wert. Paläontologische Zeitschrift, August 1958, Volume 32, Issue 3, pages 141-175, DOI 10.1007/BF02989028.